# الستو
الستو (به انگلیسی: Elstow) یک روستا و محله مدنی در بریتانیا است که در Bedford واقع شده‌است. الستو ۲٬۷۰۲ نفر جمعیت دارد.